# Emil Döblin

Emil Döblin als Vorstandsmitglied des Buchdruckerverbands 1916.

Emil Döblin (* 27. November 1853 in Stendal; † 31. Januar 1918 in Berlin) war ein deutscher Gewerkschafter. Er war von 1888 bis 1918 Vorsitzender des Verbandes der Deutschen Buchdrucker. Die Nachfolgeorganisation ist heute ver.di.

## Leben
Döblin war gelernter Schriftsetzer, kam 1873 nach Berlin, arbeitete in verschiedenen Druckereien und engagierte sich gewerkschaftlich im Verband der Deutschen Buchdrucker. Als Vertrauensmann in einem Betrieb wurde er 1886 gemaßregelt. Daraufhin legten seine Kollegen die Arbeit nieder. Döblin entschärfte den Konflikt, indem er auf die Stelle verzichtete. Ab 1887 war er Vorsitzender des Verbandes im Gau Berlin.
Ab 1. September 1888 war er Vorsitzender des Verbandes auf Reichsebene. Die Wahl stand im Zusammenhang mit der auf Druck der preußischen Regierung erfolgten Verlegung des Verbandssitzes von Leipzig nach Berlin. Auf dem Gewerkschaftskongress der Freien Gewerkschaften von 1890 sprach er sich noch gegen eine Zentralkommission aus. Auch ein Jahr später war er noch Gegner einer stärkeren Zentralisation.
Er war 1891 maßgeblich an der Auseinandersetzung um den Neunstundentag im Buchdruckergewerbe beteiligt. Ein neunzehnwöchiger Streik endete mit einem Misserfolg. Döblin gelang es in Verhandlungen mit den Prinzipalen, einen erträglichen Abbruch zu erreichen. Die Spannungen zwischen den Beschäftigten und den Prinzipalen steigerten sich in der Folge noch. Ihm gelang es, die negativen Folgen der Niederlage für Verband in relativ kurzer Zeit zu überwinden. Um die Mitglieder an die Organisation zu binden, war für Döblin das gewerkschaftliche Unterstützungswesen von großer Bedeutung. Auf seine Anregung hin wurde 1892 eine internationale Zentralstelle der Buchdruckergewerkschaften gegründet.
Döblin war als Befürworter und Förderer des Tarifvertragsgedankens auch in der Gewerkschaftsbewegung selbst von Bedeutung. Im Jahr 1896 war er am Zustandekommen eines neuen Tarifvertrags für die Buchdrucker beteiligt. Auf dem dritten deutschen Gewerkschaftskongress in Frankfurt am Main hielt er 1899 ein Referat über Tarife und Tarifgemeinschaften im gewerkschaftlichen Kampf. Er setzte sich damit gegen eine klassenkämpferische Gegenposition deutlich durch.
Ab 1902 gehörte er auch der Generalkommission der Gewerkschaften Deutschlands an.
Emil Döblin starb 1918 im Alter von 64 Jahren in Berlin. Sein Grab befindet sich auf dem Luisenstädtischen Friedhof in Kreuzberg (Feld 28). In Berlin war am Prenzlauer Berg zeitweise eine Straße nach Döblin benannt.